# Centre for Human Drug Research
Het Centre for Human Drug Research (CHDR) is een onafhankelijk onderzoeksinstituut dat zich richt op klinische geneesmiddelontwikkeling. De organisatie is opgericht in 1987 en is gevestigd op het Leiden Bio Science Park in Nederland. CHDR is een stichting zonder winstoogmerk en werkt aan het verbeteren van de geneesmiddelontwikkeling door middel van innovatieve onderzoeksmethoden.

## Onderzoek en samenwerkingen
Het Centre for Human Drug Research (CHDR) voert jaarlijks tientallen klinische onderzoeken uit met zowel gezonde vrijwilligers als patiënten. Het instituut richt zich op het bestuderen van de werking, veiligheid en effectiviteit van nieuwe geneesmiddelen in een vroeg stadium van ontwikkeling, waarbij gebruik wordt gemaakt van geavanceerde meetmethoden en digitale technieken. CHDR werkt daarbij nauw samen met universitaire medische centra, algemene ziekenhuizen en internationale wetenschappelijke instellingen. Deze samenwerkingen zijn gericht op het verbeteren van de kwaliteit en relevantie van klinisch geneesmiddelenonderzoek. Het instituut telt circa 300 vaste medewerkers en biedt daarnaast jaarlijks werkervaring aan meer dan 100 studenten van verschillende onderwijsinstellingen, die ondersteuning bieden bij onderzoek en andere werkzaamheden.

## Vestiging in Twente
Naast de hoofdlocatie in Leiden heeft CHDR ook een vestiging in Twente. Deze locatie is tot stand gekomen in samenwerking met het Medisch Spectrum Twente (MST) en het Technisch Medisch Centrum (TechMed Centrum) van de Universiteit Twente (UT). De uitbreiding naar Twente is gericht op het versterken van regionale en landelijke samenwerking op het gebied van medische technologie en klinisch geneesmiddelenonderzoek.